# Carl Paschen
Carl Paschen (* 25. November 1857 in Güstrow; † 7. September 1923) war ein deutscher Konteradmiral.

## Leben
Paschen trat am 12. April 1874 als Kadett in die Kaiserliche Marine ein, absolvierte seine Grundausbildung auf der Segelfregatte Niobe und kam danach bis zum 18. Mai 1876 an die Marineschule. Anschließend versah er Dienst an Bord der Panzerfregatte Kaiser sowie auf der Gedeckten Korvette Elisabeth. Vom 3. November 1878 bis zum 5. Mai 1879 besuchte er ein weiteres Mal die Marineschule, wurde dort am 19. November 1878 zum Unterleutnant zur See befördert und war dann auf der Panzerfregatte Preußen. Vom 26. September 1879 bis zum 31. März 1881 gehörte Paschen als Kompanieoffizier der Matrosen-Artillerie-Abteilung der I. Matrosen-Division an. Vom 1. April 1881 bis zum 23. Oktober 1883 war er Wachoffizier auf der Kreuzerfregatte Moltke; in dieser Dienststellung erfolgte am 21. September 1882 seine Beförderung zum Leutnant zur See.
Danach war er sechs Monate lang wieder Kompanieoffizier in der I. Matrosen-Division, kam dann als Wachoffizier und Instrukteur auf das Torpedoschulschiff Blücher und war dann sechs Wochen Kommandant des Torpedoversuchsbootes Vulcan. Als Kompanieoffizier versah er zwei Monate Dienst bei der I. Werftdivision, ehe man ihn bis 7. Oktober 1886 als Kommandant auf verschiedenen Torpedobooten einsetzte. Ein weiteres Mal war er sechs Monate als Kompanieoffizier in der I. Matrosen-Division tätig. Anschließend kam Paschen als Wachoffizier bis zum 28. März 1889 auf die Kreuzerfregatte Gneisenau, danach in gleicher Funktion auf die Panzerkorvetten Bayern und Sachsen. Bis zum 8. April 1890 erfolgte seine Verwendung wieder bei der Torpedowaffe, bis er dann als Navigationsoffizier auf dem Schulschiff Niobe diente.
Dort wurde Paschen am 24. Mai 1890 Kapitänleutnant. Für vier Jahre war er bis 30. September 1894 im Torpedoversuchskommando tätig. Er führte ein Jahr eine Kompanie der I. Torpedo-Abteilung, wurde bis zum 10. Mai 1896 zur Verfügung der I. Marine-Inspektion gestellt und dann auf das vor Nagasaki liegende Stationsschiff Kaiser als Erster Offizier versetzt. Am 12. April 1897 beförderte man Paschen zum Korvettenkapitän, und nach seiner Rückkehr diente er als Torpedodirektor der Kaiserlichen Werft Wilhelmshaven. Ab 2. Oktober 1900 kommandierte er ein Jahr lang das Küstenpanzerschiff Hagen, wurde am 13. September 1901 zum Fregattenkapitän befördert, war für acht Monate Kommandant für Probefahrten und bis 29. September 1902 Kommandant des Küstenpanzerschiffes Beowulf. Anschließend kam Paschen als Vorstand des Zentralressorts und Assistent des Oberwerftdirektors an die Kaiserliche Werft Kiel und wurde in dieser Funktion am 6. März 1903 Kapitän zur See. Vom 1. Oktober 1904 bis zum 2. Januar 1905 stellte man ihn zur Verfügung des Chefs der Marinestation der Ostsee und kommandierte ihn dann zur Dienstleistung als Lehrer an den Bildungsanstalten der Marine.
Am 5. April wurde Paschen zur Disposition gestellt und als z.D.-Offizier weiterverwendet. Zunächst war er wieder Lehrer an den Bildungsanstalten der Marine und ab 12. Oktober 1905 Hafenkapitän von Kiel. Zeitgleich fungierte er als Vorstand des Abwicklungsbüros der Ostseestation. Man verabschiedete Paschen am 16. Oktober 1909 unter gleichzeitiger Beförderung zum Konteradmiral aus dem aktiven Dienst und versetzte ihn in den Ruhestand.